# If I Had a Hammer
«If I Had a Hammer (The Hammer Song)» (conocida también en español como «El Martillo» o «Si tuviera un martillo») es una canción escrita por Pete Seeger y Lee Hays. Fue escrita en 1949 en apoyo del progresismo, y fue grabado inicialmente por The Weavers, un cuarteto de música tradicional integrado por Seeger, Hays, Ronnie Gilbert y Fred Hellerman. Alcanzó el #10 de éxitos para Peter, Paul and Mary en 1962 y luego alcanzó el puesto #3 un año después cuando fue grabada por Trini López.
The Weavers lanzaron también una canción llamada "The Hammer Song" como sencillo de 78 RPM en marzo de 1950 en Hootenanny Records, 101-A, al reverso con "Banks of Marble".

## Primeras versiones
La canción primero fue interpretada por Pete Seeger y Lee Hays el 3 de junio de 1949 en St. Nicholas Arena en Nueva York en una cena para dirigentes del Partido Comunista de los Estados Unidos, quienes estaban en juicio en la corte federal, por violar la Smith Act. No tuvieron gran éxito.

## Versiones exitosas
Tuvo más éxito comercial al ser grabada por Peter, Paul and Mary una docena de años después. Su versión, lanzada en agosto de 1962, exitosa en el Billboard Hot 100. El sencillo de Trini López de 1963 fue número tres en la misma Billboard. Fue incluida en su álbum, Trini López at PJ's (Reprise R/RS 6093).

## Otros idiomas
- Italiano: "Datemi un martello"[3] de Rita Pavone.
- Francés: "Si j'avais un marteau"[3] de Claude François, Les Surfs.
- Búlgaro: "Ako imah chuk"[3][4] por Lili Ivanova.
- En español:
  - "El Martillo" interpretado por Víctor Jara, Los Mabbers, Los Teddy Bears, Los Tropics, Fandango.
  - "Si tuviera un martillo", por Los 3 Sudamericanos, Los Sírex, Jorge Conty, Los Iracundos.[5]
- Checo: "Kladivo"[3] de Waldemar Matuška.
- Árabe: "Law endi shekoush" de Mayada.

## Otras versiones
- Johnny Cash en su álbum Any Old Wind That Blows en 1972. También en el sencillo, alcanzó el #29 en el US country chart.
- Sam Cooke en su álbum de 1964 en vivo Sam Cooke at the Copa y RCA Victor la lanzó como sencillo de 45 RPM, 47-8934, en septiembre de 1966.
- Aretha Franklin en su álbum Yeah!.
- Wanda Jackson en su sencillo de 1969. Fue incluida en su álbum The Many Moods of Wanda Jackson. Alcanzó el #41 en el US country chart.
- Martha and the Vandellas en 1963 en le álbum de Motown Records Heatwave y en vivo en 1965 en París en la colección de Motortown Revue in Paris.
- Peter, Paul and Mary en el sencillo 1962, alcanzó el #10 en el Billboard Hot 100 chart.
- The Limeliters[6]
- Bobby Rydell en el álbum de 1964 The Top Hits of 1963 Sung By Bobby Rydell. Es una versión de la de Trini López.
- Nicky Thomas en un sencillo 45 RPM de Trojan Records en 1970.
- Lorraine Ellison en un sencillo de 45 RPM de Warner Bros., 5895.
- Lane Relations en un sencillo de 45 RPM en Arctic 124.
- Kidsongs la versionó en 1986 en el video "Sing Out, America!".
- Willie Hightower en el álbum de Capitol Records If I Had A Hammer, ST 367.
- Luther Vandross en el álbum de 2007 Every Child Deserves a Lifetime.
- Rob De Nijs and The Lords, 1963 Fontana EP.
- Arlo Guthrie en 1994 en el Kennedy Center Honors.
- John Mellencamp en 2009 en Madison Square Garden.
- Pianista alemán Horst Jankowski en 1977.
- Trompetista alemán James Last en el popurrí con "America" y "Lucky Lips" del álbum Hammond A Go Go, Vol. 1.
- The Soul Stirrers en versión gospel.
- Doc Severinsen en un arreglo de trompeta y orquesta.
- Debbie Reynolds
- Leonard Nimoy en al álbum de 1968 The Way I Feel.
- Nanci Griffith
- The Seekers
- The Brothers Four
- Percy Faith
- Enoch Light
- Betty Willis en 1965 en una grabación producida y arreglada por Leon Russell y lanzada como sencillo de 45 RPM Phil-Dan.
- Blind Boys of Alabama
- AC/DC, el vocalista principal Brian Johnson en 2010 en una compilación de varios artistas en CD Love & Peace: Greatest Hits for Kids en Rhino.
- "World Famous" en 1976 como sencillo 45 RPM en American International Artists, AIA 1122.
- Richard Barone y Al Jardine grabó una versión para ONE Campaign en junio de 2013
- Claude François tradujo la canción al francés como Si j'avais un marteau en 1963.
- Fandango la lanzó como "Dame Aquel Martillo" en 1990 para el álbum "Volver A Ser Feliz"
- Los Centellas en su álbum La feria de Nueva York en 1999.

## Legado
La canción "If I Had a Hammer" fue una canción de libertad del Movimiento por los derechos civiles en Estados Unidos.
Wikileaks la escogió como su "canción de Wikileaks".